# Gaurax tincticornis
Gaurax tincticornis är en tvåvingeart som beskrevs av Malloch 1941. Gaurax tincticornis ingår i släktet Gaurax och familjen fritflugor. Inga underarter finns listade i Catalogue of Life.